# Ocean Prediction Center
Centre de prévision des océans
Pour les articles homonymes, voir OPC.
L’Ocean Prediction Center (OPC), créé en 1995, est l'un des 6 centres originaux des centres nationaux de prévision environnementale des États-Unis (NCEP). Ses origines remontent au naufrage du RMS Titanic en 1912. De 1995 à 2003, il était connu comme le Marine Prediction Center (Centre de prévision maritime). 
L'OPC est composé de deux sections: la direction des prévisions océaniques et la Direction générale des applications océaniques. Plus de 100 cartes et bulletins de prévision sont émis tous les jours. Ils couvrent les régions de haute mer de l'océan Atlantique Nord, de la côte ouest de l'Europe à la côte est de l'Amérique, ainsi que l'océan Pacifique Nord à partir de la côte nord-américaine jusqu'à la côte Est de l'Asie. Ces produits sont pour la sécurité des navires océaniques, commerciaux ou de plaisance. Les différents pays riverains de ces deux océans prennent en charge les prévisions plus près de leurs côtes.

## Histoire
La première tentative de créer un programme de météorologie marine aux États-Unis fut par le Corps des signaleurs de l'Armée des États-Unis de la Nouvelle Orléans, Louisiane. Le 23 janvier 1873, un mémo mandatait le Corps de transcrire toutes les données météorologiques des journaux de bord des navires arrivant au port. La responsabilité de l'acquisition des données et la prévision marine fut transférée de la Marine des États-Unis au US Weather Bureau en 1904, ce qui a permis la collection des observations des navires plus rapidement. 
La mission que poursuit aujourd'hui l'OCP remonte au naufrage du Titanic le 12 avril 1912. En réponse à cette tragédie, une commission internationale fut formée pour déterminer les besoins en prévisions météorologiques océaniques. En 1914, le travail de la commission aboutit à la Convention internationale pour la sauvegarde de la vie humaine en mer, dont les États-Unis fut l'un des premiers signataires. L'US Weather Bureau développa ainsi une section dédié à ces prévisions.
En 1957, afin d'aider à répondre aux questions maritimes, le Bureau commença à publier la revue bimensuel Mariners Weather Journal afin de diffuser les conditions météorologiques passées, principalement sur les océans de l'hémisphère Nord, les rapports saisonniers de cyclones tropicaux, la climatologies mensuelle en mer ce qui a permis d'encourager l'augmentation des observations de navires en mer. De 1957 à 1966, l'Office de la climatologie publia le journal alors que de 1966 à l'été 1995, la publication fut faite par l’Environmental Data Service, l'actuel National Environmental Satellite, Data, and Information Service.
Le National Weather Service (NWS), succédant au US Weather Bureau en 1970, commença à publier des cartes de prévision au public de ses bureaux de New York, San Francisco et Honolulu. Les cartes de prévisions maritimes pour l'Atlantique Nord, autrefois réservées à la US Navy, furent pour la première fois envoyées par télécopieur-radio à tous les navires en 1971. Les prévisions pour le Pacifique nord-est sont devenues accessible au public par la même méthode en 1972.
Entre 1986 et 1989, une section du Centre météorologique national, le Ocean Products Centre (OPC), fut responsable des prévisions maritime au sein du NWS. Entre août 1989 et 1995, l'unité nommée Marine Forecast Branch fut également impliquée dans l'analyse et la prévision des variables océanographiques,.
Lorsque les centres nationaux de prévision environnementale (NCEP) furent créés, le Marine Prediction Center (Centre de prévision maritime) fut mis sur pied pour assumer l'obligation des États-Unis d'émettre des avertissements et des prévisions pour une partie de l'Atlantique et Pacifique Nord. Le MPC devait être déplacé de Camp Springs, Maryland, à Monterey, en Californie mais ce déménagement fut abandonné. Le Centre fut rebaptisé Ocean Prediction Center (OPC) le 12 janvier, 2003,.

## Mission

### Prévision

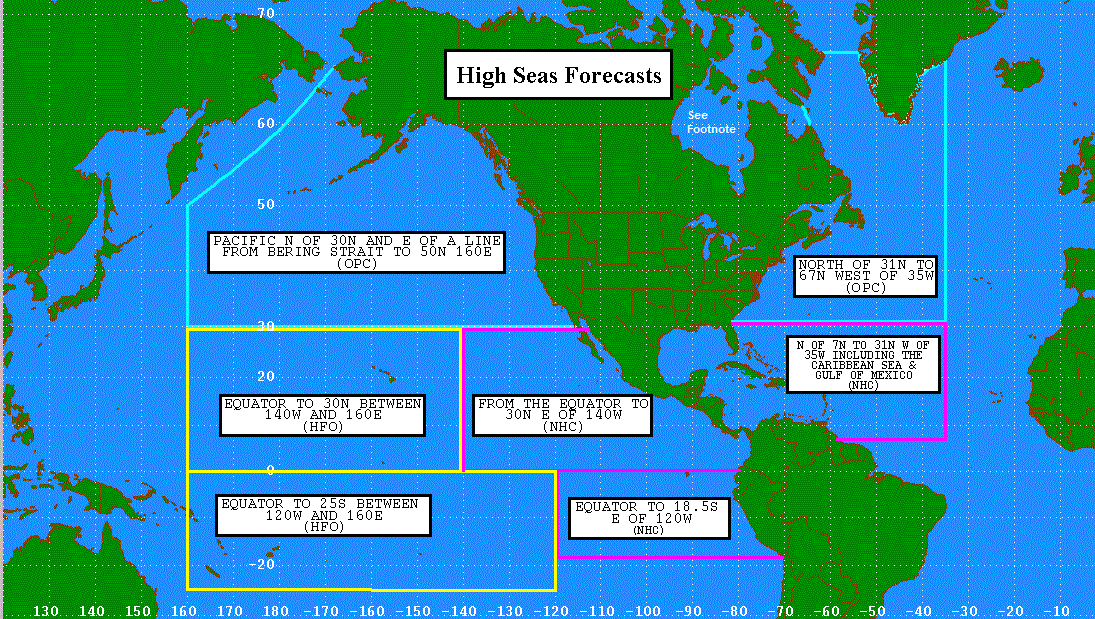
Division des zones de responsabilité de la prévision maritime en haute mer dans l'Atlantique et le Pacifique.

La Direction des prévisions océaniques de l'OPC émet des avertissements et plus de 100 prévisions quotidiennes, en format imprimé et graphiques, allant jusqu'à cinq jours pour les zones océaniques au nord de 31° de latitude nord et à l'ouest de 35° de longitude ouest dans l'Atlantique, ainsi que pour le Pacifique nord-est au nord de 30° de latitude nord et à l'est de 160° de longitude est. Les pays riverains de ces deux océans s'occupent ensuite des zones près de la côte. Ainsi l'OPC s'occupe aussi de la zone économique exclusive des États-Unis, à l'intérieur de 250 milles marins (463 km) de sa côte, pour la sécurité de pêches, de la navigation de plaisance et des activités commerciales ou récréatives. 
Jusqu'à récemment, l'OPC fournissait des points de prévision pour les cyclones tropicaux au nord de 20° de latitude nord et à l'est de la longitude 60° ouest au National Hurricane Center.

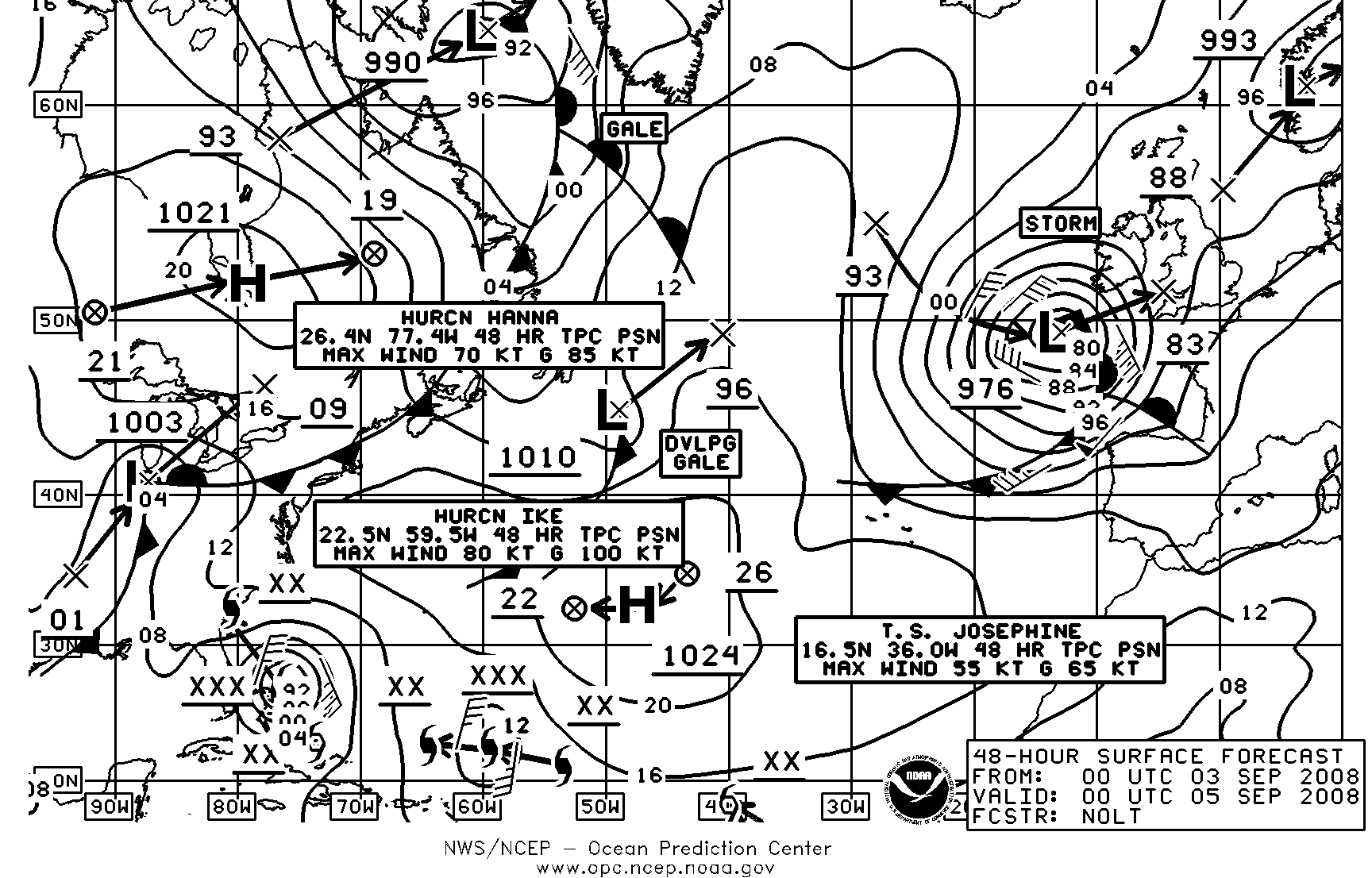
Prévision de 48 heures des systèmes météo sur l'Atlantique Nord par l'OPC.

L'OPC a commencé à produire des prévisions expérimentales de la hauteur des vagues en 2006 à des points de grille sur affichage interactif, au lieu de cartes fixes, une première étape vers un service de prévision numérique pour la haute mer et des zones extra-côtières. Des produits maillées supplémentaires, tels que la pression et les vents de surface, sont en cours de développement. Au début des années 2010, L'OPC a commencé à utiliser la sortie des modèles de prévision numérique du temps pour générer opérationnellement des informations sur les zones d'onde de tempête pour l'usage des bureaux de prévision publiques du NWS pour aider dans les alertes contre les inondations côtières aux États-Unis.
L'OPC participe également à la carte météorologique unifiée du National Weather Service (NWS) en complétant l'analyse continentale du Weather Prediction Center, du National Hurricane Center (NHC) et du centre de prévision d'Honolulu avec les données océaniques. La carte finale, qui couvre tout l'hémisphère nord de l'ouest de l'Europe et à l'ouest de l'Asie, est ensuite mise sur le site internet du NWS.

### Recherche
La Direction générale des applications de l'océan joue un rôle important dans l'amélioration des opérations et des services de l'OPC. Par exemple, elle a développé une expertise d'analyse de vents de surface en mer tels qu'observés par le satellite QuikSCAT depuis le début des années 2000. Avant le lancement QuikSCAT, il n'y avait aucune possibilité d'observer et de vérifier pour de larges zones où la vitesse du vent dépasse 64 nœuds (119 km/h), souvent associée à de fortes tempêtes océaniques hivernales, mais dans des régions peu couvertes par les lignes maritimes. 
Ainsi, durant l'hiver 2006-2007, plus de 100 avertissements de vents de force d'ouragan furent émis pour le nord des océans Pacifique et Atlantique pour avertir les navires de conditions dangereuses sur les grandes routes maritimes. Les résultats préliminaires d'une étude récente estime qu'en l'absence d'une bonne information sur les tempêtes extra-tropicales, la perte annuelle de conteneurs et de vrac sec serait de l'ordre de plus de 500 millions $US. Les avertissements et prévisions maritimes opérationnelles réduisent la perte annuelle de près de la moitié selon l'estimé.
L'OPC est continuellement engagé dans nombre de recherches qui conduiront à de nouveaux produits d'analyse océanographique et de prévisions, telles que la température de surface de la mer et des courants océaniques, basés sur des observations en temps réel et des modèles de prévision océanique.